# Урлич, Анте
Анте Урлич (хорв. Ante Urlić, родился 27 марта 1956 года в Драшнице) — вице-адмирал ВМС Хорватии, в прошлом заместитель начальника Главного штаба ВС Хорватии по планам и ресурсам, главнокомандующий ВМС Хорватии с 2007 по 2014 годы.

## Биография
Окончил военно-морскую академию в Сплите в 1977 году. В рядах вооружённых сил Республики Хорватии с 1991 года. Занимал следующие должности:
- командир обороны общины Макарска
- командир 156-й бригады Сухопутных войск Хорватии
- заместитель командира зоны Центральная Адриатика
- командир зоны Южная Адриатика
- командир зоны Южная Адриатика — Плоче
- командир эшелона ВМС на первом параде вооружённых сил Хорватии (1995)
- начальник училища ВМС Хорватии имени Петара Крешимира IV в Сплите
- начальник штаба командования ВМС Хорватии
- заместитель начальника Главного штаба ВС Хорватии

В 2007 году по указу президента Хорватии Анте Урлич был назначен главнокомандующим ВМС Хорватии, совмещал должность с постом заместителя начальника Главного штаба ВС Хорватии по планам и ресурсам до 1 ноября 2012 года. 2 октября 2014 года уступил обе должности: заместителем начальника Главного штаба ВС Хорватии стал генерал-майор Драгутин Репинц, главнокомандующим ВМС Хорватии — Роберт Хрань.

## Звания
- капитан 2 ранга (10 марта 1992)[4]
- капитан 1 ранга (19 декабря 1994)[4]
- коммодор (8 сентября 2005)[4]
- контр-адмирал (25 июня 2008)[4]
- вице-адмирал (25 мая 2013)[5]

## Награды
- Орден Бана Елачича
- Орден Хорватского трилистника
- Орден Хорватского плетения
- Медаль «В память об Отечественной войне»
- Медаль Благодарности Родины (за 5 лет службы)
- Медаль Благодарности Родины (за 10 лет службы)